# نادي الرمادي
نادي الرمادي الرياضي هو أحد أندية كرة القدم في العراق مقرة في محافظة الأنبار تأسس عام 1962. يلعب في الدوري العراقي الممتاز.